# Teresa, Teresa
Teresa, Teresa és una pel·lícula espanyola del 2003 dirigida per Rafael Gordon i protagonitzada per Isabel Ordaz i Assumpta Serna.

## Sinopsi
Una presentadora de televisió utilitza la realitat virtual per portar al seu programa Teresa de Jesús. Ambdues tenen conceptes existencials diversos, però en el fons no són oposats: mentre que Teresa és la raó i el pensament lúcid en un món atemporal, la presentadora exemplifica la modernitat i l'essència física com a element de la seva existència. En el començament de la trobada dialoguen sobre el que és diví i el que és humà des d'una perspectiva actual, enfrontant la dignitat interior de Tersa contra la vehemència física de la presentadora.

## Repartiment
- Assumpta Serna - Presentadora
- Isabel Ordaz - Teresa de Jesús
- Amparo Valle - Maquilladora
- Ana José Bóveda - Hostessa
- Bárbara Elorrieta - Adolescent

## Premis i nominacions
Medalles del Cercle d'Escriptors Cinematogràfics de 2003
| Categoria            | Persona       | Resultat |
| -------------------- | ------------- | -------- |
| Millor actriu        | Isabel Ordaz  | Nominada |
| Millor guió original | Rafael Gordon | Nominada |